# Yosha Iglesias
Yosha Iglesias (22 de diciembre de 1987) es una ajedrecista francesa. Es una de las únicas ajedrecistas profesionales transgénero en todo el mundo.

## Biografía
Iglesias nació el 22 de diciembre de 1987 en Francia. Comenzó a asistir a un club de ajedrez a la edad de 9 años. Además de ser jugadora de ajedrez, es entrenadora de ajedrez, compositora, youtuber y jugadora de póquer. Trabaja para chess24. Iglesias ha entrenado con Annemarie Sylvia Meier. Consideró la transición cuando tenía alrededor de 20 años y finalmente lo hizo alrededor de 2020.<refname=master />
En una entrevista de junio de 2022 con Jennifer Shahade, Iglesias abogó por políticas inclusivas para las personas trans dentro de las organizaciones de ajedrez, afirmando: "Si hombres y mujeres tienen las mismas habilidades para el juego de ajedrez, la llamada 'categoría femenina' se justifica por las numerosas dificultades y discriminaciones que las jugadoras sufren debido a su género. Y créanme, las jugadores trans no se salvan más que las otras jugadoras".
En septiembre de 2022, Iglesias publicó un informe durante la controversia Carlsen-Niemann. Utilizando la herramienta de análisis Chessbase, descubrió que Hans Niemann jugó con un 100% de precisión en diez de sus partidas sobre el tablero en los últimos tres años, y destacó esto como evidencia incriminatoria de que hizo trampa.
En 2023, Iglesias estuvo entre las 14 mujeres que firmaron una carta abierta denunciando el sexismo y la violencia machista en el mundo del ajedrez francés.
En agosto de 2023, Iglesias criticó la decisión de la FIDE de prohibir la participación de personas transgénero en eventos femeninos, calificando las regulaciones como "injustas, excluyentes y discriminatorias". A pesar de estas regulaciones, cumplió con los requisitos para el título de Maestra Internacional Femenina a finales de diciembre, convirtiéndose en la primera persona transgénero en calificar para el título.